# Steffen Zühlke
Steffen Zühlke (født 28. april 1965 i Schwerin) er en tysk tidligere roer.

## Karriere

### Roning
I 1982 gjorde han sig første gang for alvor bemærket på den internationale scene, da han var med i den østtyske dobbeltfirer, der vandt guld ved junior-VM, og året efter vandt han sølv ved junior-VM i singlesculler. Som senior vandt han sølvmedalje ved de østtyske mesterskaber i singlesculler i 1985 og 1986 og i 1986 desuden i dobbeltfireren.
I nogle år koncentrerede han sig om dobbeltfireren og var derfor med ved OL 1988 i Seoul. Østtyskerne vandt deres indledende heat, blev nummer to i semifinalen, og i finalen sejrede Italien foran Norge, mens østtyskerne fik bronze. Bådens øvrige besætning var Jens Köppen, Steffen Bogs og Heiko Habermann.
I 1987 vandt han guld i singlesculler ved Universiaden. Han blev østtysk mester i dobbeltfireren i 1988 og 1990 og vandt bronze ved disse mesterskaber i dobbeltsculler i 1989.

### Videre karriere
Zühlke studerede elektroteknologi og præcisionsinstrumentteknologi, og senere studerede han også informationsteknologi.

## OL-medaljer
- 1988:  Bronze i dobbeltfirer